# Fente vulvaire
La fente vulvaire, aussi appelée la fente de Vénus, fissure vulvaire, clivage vulvaire, fente urogénitale, rima vulvae ou rima pudendi, est une partie de la vulve comprise entre les grandes lèvres vaginales. 
Il ne faut pas confondre cet espace avec le vestibule vulvaire (ou canal vulvaire ou espace inter-labial) qui lui se trouve entre les petites lèvres. La fente vulvaire contient donc le vestibule vulvaire et les petites lèvres.